# Израиль на юношеских Олимпийских играх
Израиль принимает участие в юношеских Олимпийских играх: в летних Играх — начиная с Игр 2010 года, в зимних Играх — начиная с Игр 2016 года.
Спортсмены Израиля на всех юношеских Олимпийских играх выиграли в сумме 10 медалей, из них 4 золотых, все медали завоёваны на летних Играх; в неофициальном медальном зачёте спортивная делегация Израиля занимает 44-е место.

## Медальный зачёт

### Медали на летних юношеских Олимпийских играх
| Игры              | Участников | Золото | Серебро | Бронза | Всего | Место |
| 2010 Сингапур     | 15         | 3      | 2       | 0      | 5     | 15    |
| 2014 Нанкин       | 14         | 0      | 0       | 0      | 0     | —     |
| 2018 Буэнос-Айрес | 19         | 1      | 1       | 1      | 3     | 52    |
| Всего             | Всего      | 4      | 3       | 1      | 8     | 41    |

### Медали на зимних юношеских Олимпийских играх
| Игры             | Участников | Золото | Серебро | Бронза | Всего | Место |
| 2016 Лиллехаммер | 2          | 0      | 0       | 0      | 0     | —     |
| 2020 Лозанна     | 3          | 0      | 1       | 1      | 2     | 25    |
| Всего            | Всего      | 0      | 1       | 1      | 2     | 32    |